# Gioventù Italiana del Littorio
La Gioventù Italiana del Littorio (GIL) era un'organizzazione giovanile fascista. Fu l'ultima organizzazione giovanile del Partito Nazionale Fascista.

## Storia

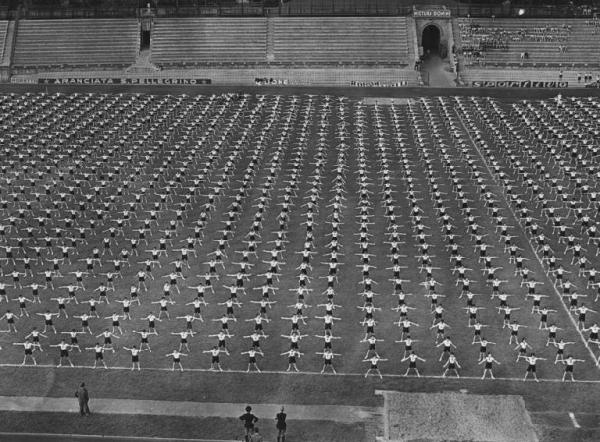
Preparazione del saggio ginnico della Gioventù italiana del littorio, Arena Civica di Milano, anni trenta

Fu istituita il 27 ottobre 1937 con il R.D.L. n. 1839  dalle ceneri dei Fasci giovanili di combattimento (18-21 anni), con lo scopo di accrescere la preparazione spirituale, sportiva e militare dei ragazzi italiani fondata sui principi dell'ideologia del regime. In essa confluì anche l'Opera nazionale balilla, creata per i giovani di ambo i sessi dai 6 ai 18 anni, e tutte le organizzazioni che ad essa facevano capo, alle dirette dipendenze della segreteria nazionale del PNF.
Nel 1939 fu fondata la Gioventù italiana del Littorio all'estero (GILE). 
Sciolta dopo il 25 luglio 1943 con il R.D.L. 2 agosto 1943 n. 704 che ne passò le competenze ai ministeri dell'educazione nazionale e della guerra, con decreto del Capo del governo del 6 maggio 1944 venne nominato un commissario per la rinominata "Gioventù italiana" (GI), il cui fine era provvedere alla conservazione e amministrazione temporanea del patrimonio dell'ex GIL.

### Nel dopoguerra
Finita la guerra la GI fu posta alle dipendenze del Ministero del tesoro; nel 1972 fu individuata come persona giuridica e riconosciuta come ente pubblico.
Venne soppressa con la legge 18 novembre 1975, n. 764; gli immobili dell'ente passarono al demanio e il personale alle regioni o in altre pubbliche amministrazioni.
Formalmente la GI fu soppressa nel febbraio 1996 dal Parlamento repubblicano.

## Compiti
I compiti della GIL a favore dei giovani erano:
1. la preparazione spirituale, sportiva e premilitare;
2. l'insegnamento dell'educazione fisica nelle scuole elementari e medie, secondo i programmi da essa predisposti di concerto con il Ministro dell'Educazione nazionale;
3. l'istituzione e il funzionamento di corsi, scuole, collegi, accademie, aventi attinenza con le finalità della Gioventù italiana del littorio;
4. l'assistenza svolta essenzialmente attraverso i campi, le colonie climatiche, il Patronato scolastico o con altri mezzi disposti dal segretario del PNF;
5. l'organizzazione di viaggi e crociere;
6. la facoltà di istituire e di promuovere l'istituzione di borse di studio e di provvedere alla loro assegnazione;
7. alla GIL spettava anche la vigilanza ed il controllo su tutte le colonie climatiche e istituzioni affini, da chiunque fondate o gestite.

## Giuramento

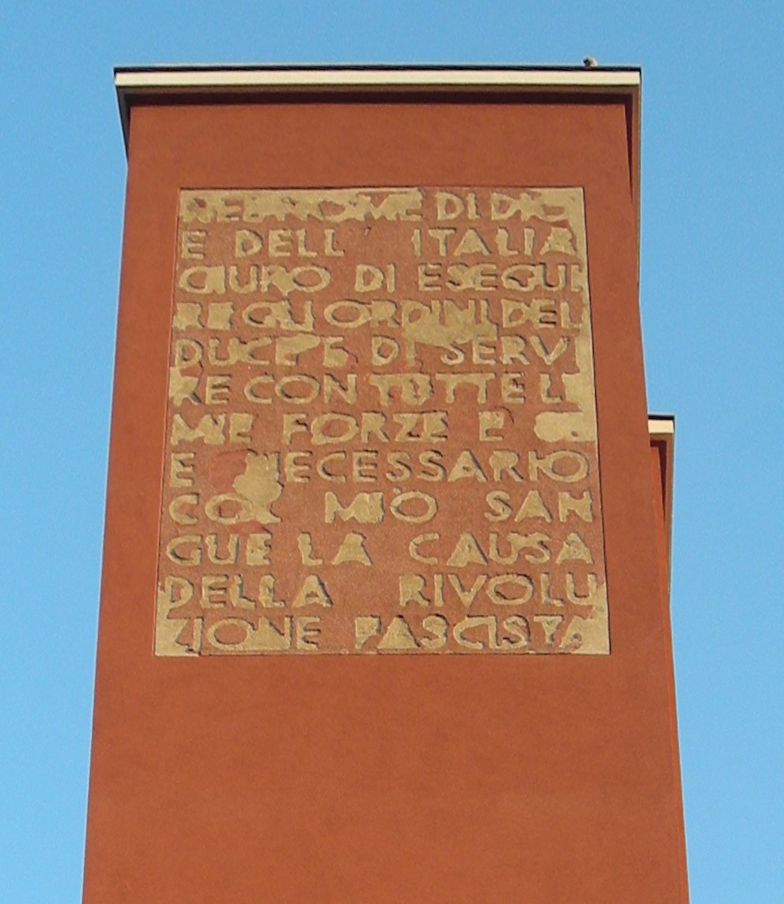
La torre che sovrasta la casa del Balilla, poi della GIL, a Forlì, reca ancora le tracce della formula del giuramento fascista

La formula del giuramento era: «Nel nome di Dio e dell'Italia giuro di eseguire gli ordini del Duce e di servire con tutte le mie forze e se è necessario col mio sangue la causa della Rivoluzione Fascista.» Il giuramento era riportato sul retro della tessera della GIL, ma compare anche su edifici di epoca fascista, come sulla torre della ex-Casa della GIL di Forlì. Si tratta dell'ex casa del Balilla "Arnaldo Mussolini", poi della GIL, un palazzo polivalente costruito sull'allora viale Benito Mussolini, oggi viale della Libertà. Sulla torre è ancora visibile la traccia del giuramento, conservate come testimonianza storica anche dopo il restauro del 2010.

## Organizzazione

### Comando generale
Al vertice della Gioventù italiana del Littorio vi era il Comandante generale, che era lo stesso Segretario del Partito nazionale fascista, Ministro Segretario di Stato. 
Il Comando generale era costituito, oltre che dal Comandante generale, da due vice-Comandanti generali, dal Capo di Stato maggiore, da due sotto Capi di Stato maggiore, dall'Ispettrice
generale per le Organizzazioni femminili, 
Dipendevano direttamente dal Comando generale la Direzione centrale dei servizi amministrativi, il Servizio stampa, le accademie e collegi, le colonie permanenti.
Il Capo di Stato maggiore sostituiva il Comandante generale, in caso di assenza o impedimento. Dall'aprile del 1940 il Capo di Stato maggiore divenne unico vice-Comandante generale.

### Comandi territoriali
I Segretari federali del PNF, preposti alle Federazioni dei Fasci di combattimento, erano i Comandanti federali della Gioventù italiana del Littorio, da cui dipendevano un vice Comandante federale, un Capo di stato maggiore, un Comitato dei revisori, una Commissione provinciale scuola.

## Struttura
La GIL era organizzata in:
- giovani fascisti (18-21 anni)
- avanguardisti (13-17 anni)
- balilla (8-12 anni)
- giovani fasciste (18-21 anni)
- giovani italiane (13-17 anni)
- piccole italiane (8-12)
- figli della lupa (6-7 anni) sia maschi che femmine

Ne erano esenti gli studenti universitari, che venivano inquadrati nei GUF.

## Preparazione premilitare
La GIL organizzava ogni anno, in tutta Italia, presso i Fasci giovanili di combattimento, corsi premilitari, allo scopo di addestrare alle armi i giovani che avevano compiuto il 18º anno di età, sicché, venuto il tempo dell'obbligo di leva, essi entravano a far parte delle forze armate dello Stato con il necessario allenamento fisico e spirituale.

## Medaglie e croci al merito
dall'8 aprile 1939 al 1º giugno 1944:
 Medaglia di benemerenza della Gioventù italiana del littorio
Diploma di benemerenza di 1ª, di 2ª, di 3ª classe con medaglia d'oro, d'argento, di bronzo.
«La Gioventù italiana del Littorio assegna diplomi di benemerenza ai soci che se ne rendano particolarmente meritevoli e a coloro che abbiano presentato l'iscrizione di un numero rilevante di soci, o che in altro modo abbiano svolto una notevole e proficua attività per i fini della Gioventù italiana del Littorio»
(regio decreto-legge 27 ottobre 1937, n. 1839, art. 9, c. 10 [istituzione delle benemerenze], Istituzione della Gioventù italiana del Littorio, in G. U. del Regno n. 262 del 12 novembre 1937, in vigore dal giorno stesso;
convertito dalla legge 23 dicembre 1937, n. 2566, Conversione in legge del R. decreto-legge 27 ottobre 1937-XV, n. 1839, riguardante l'istituzione della Gioventù Italiana del Littorio, in G. U. del Regno n. 28 febbraio 1938, n. 48, in vigore dal giorno stesso; entrambe le norme abrogate dal decreto-legge 22 dicembre 2008, n. 200, art. 2, c. 1);
«A coloro che, appartenendo al personale ispettivo, direttivo e insegnante delle scuole di ogni ordine e grado dipendenti dal Ministero dell'educazione nazionale, comprese le scuole rurali e l'Ente nazionale dell'insegnamento medio, svolgano, con particolare efficacia la loro attività a favore della Gioventù italiana del Littorio o dell'Opera nazionale del Dopolavoro, possono essere conferiti diplomi di benemerenza. Secondo che tale attività sia svolta ininterrottamente per dieci, cinque o tre anni, il diploma è di prima, seconda o terza classe (art. 1). I diplomi e le corrispondenti medaglie (…) possono essere conferiti anche ai sanitari che svolgano una proficua attività a favore della Gioventù italiana del Littorio (art. 2). A coloro cui sono conferiti i diplomi suddetti è data la facoltà di fregiarsi di una medaglia, rispettivamente d'oro, d'argento e di bronzo. La medaglia d'oro viene sostituita con altra simile di metallo dorato. Tali medaglie (…) sono portate sul petto, a sinistra, appese ad un nastro di colore amaranto [con al] centro una striscia verticale tricolore (…) (art. 3)»
(regio decreto 8 aprile 1939, n. 704, Norme per il conferimento di diplomi di benemerenza per proficua attività spiegata a favore della «Gioventù italiana del Littorio» e dell'«Opera nazionale Dopolavoro», in G. U. del Regno n. 118 del 20 maggio 1939, in vigore dal 4 giugno; abrogato con decreto legislativo 13 dicembre 2010, n. 212, art. 1, c.1).
La GIL fu ridenominata Gioventù Italiana nel 1944 (decreto del Capo del Governo, 6 maggio 1944, nella premessa, in G. U. del Regno, serie speciale, n. 28 del 17 maggio 1944, in vigore dal 1º giugno), a sua volta soppressa nel 1976 (legge 18 novembre 1975, n. 764, Soppressione dell'ente "Gioventù italiana", in G. U. n. 13 del 16 gennaio 1976, in vigore dal giorno successivo).
Medaglia di Benemerenza della ONB - Opera Nazionale Balilla
19 gennaio 1928 – ... ... 1937:
 = Medaglia di Benemerenza d'Oro della ONB
 = Medaglia di Benemerenza d'Argento della ONB
 = Medaglia di Benemerenza di Bronzo della ONB
(Regio Decreto nº 201 del 19 gennaio 1928)
Croce al Merito della ONB - Opera Nazionale Balilla
27 ottobre 1933 – ... ... 1937:
 ONB smalto blu (piccola) = Croce al Merito della ONB per Balilla
 ONB smalto blu (grande) = Croce al Merito della ONB per Avanguardista
 ONB smalto celeste (piccola) = Croce al Merito della ONB per Piccola Italiana
 ONB smalto celeste (grande) = Croce al Merito della ONB per Giovane Italiana
(Regio Decreto del 27 ottobre 1933)
Croce al Merito della GIL - Gioventù Italiana del Littorio
... ... 1937 – de facto 25 luglio 1943:
 GIL smalto amaranto = Croce al Merito della GIL per Balilla
 GIL smalto blu = Croce al Merito della GIL per Avanguardista
 GIL smalto rosso = Croce al Merito della GIL per Piccola Italiana
 GIL smalto celeste = Croce al Merito della GIL per Giovane Italiana
 GIL smalto nero = Croce al Merito della GIL per Giovane Fascista
(Regio Decreto del ... ... 1937)